# Encrypt
Encrypt è un film del 2003 diretto da Oscar L. Costo.
È la storia di una missione di apparente rivalorizzazione artistica ad opera di dei paramilitari in una villa super - protetta. Il film si svolge in uno scenario postapocalittico.
Il titolo (letteralmente tradotto dall'inglese: crittografare) fa riferimento in primo luogo al nome del sistema di protezione della villa, appunto Encrypt, in secondo luogo al fatto che il defunto padrone di tale sistema aveva nascosto informazioni a quest'ultimo appunto cifrandole.

## Trama
Dopo che il mondo è stato devastato da una serie di guerre mondiali (fenomeno chiamato Il crollo), nel 2068 la gente vive nei ruderi delle città mangiando Coyoti, ratti o arrivando al cannibalismo.
In questa atmosfera, l'ex soldato Garth protegge la sua famiglia ed il gruppo con cui vive. Un giorno un gruppo di mercenari, con cui Garth ha già avuto a che fare, lo portano da un miliardario (Anton Reich) che gli propone di recuperare una grossa quantità di oggetti d'arte, di cui dichiara di avere molto interesse, in cambio di viveri per la sua gente e di un farmaco per la malattia di suo padre. Il luogo in cui sono custoditi i valori è una villa protetta da mezzi ad alta tecnologia e sorvegliato da un'entità artificiale chiamata Encrypt.
Il protagonista accetta, e viene accompagnato sul luogo da quattro paramilitari al servizio del miliardario, tra cui Lapierre, già conosciuto da Garth, e altri tre specialisti (King, Hermandez ed Ebershaw).
Giunta sul luogo la squadra, dopo varie difficoltà, si imbatte nel computer di sicurezza, che si manifesta tramite un ologramma rappresentante la donna (Diana) braccio destro del defunto padrone della villa. Encrypt sembra quasi voler aiutare i paramilitari nonostante non voglia disattivare i sistemi antiintrusione, tentando di convincere invece i mercenari a desistere e fuggire.
Dopo combattimenti e varie difficoltà, in cui muoiono 3 paramilitari, si giunge al caveau, dove Garth viene avvisato da Encrypt che ciò che cercava il miliardario in realtà non erano gli oggetti d'arte ma un composto chimico in grado di ripristinare l'atmosfera al periodo prima dell'effetto serra e consentire quindi all'uomo di avere un futuro migliore. Diana rivela anche che le intenzioni del miliardario e di Lapierre (a conoscenza della cosa) erano quelle di ricattare la gente e non usare il composto fintantoché non avesse raggiunto il potere assoluto sulla popolazione.
Dopo aver sconfitto l'ultimo sistema di sicurezza (un droide chiamato La Torre) Garth è costretto a sfidare il suo ex compagno Lapierre, che assieme al miliardario tentano di ucciderlo per portare a termine il loro piano, da lui invece ostacolato. Pur riuscendo ad uccidere entrambi, Garth viene ferito mortalmente.
Il film termina con il protagonista che viene aiutato e trasferito in memoria dalla macchina Encrypt, pur con la morte del suo corpo. L'entità artificiale si rivela essere in realtà la vera compagna del padrone della villa, il quale con un trucco l'aveva uccisa ed inserito la sua mente nel computer. Unito ad essa, Garth aiuta la sua gente a trovare i viveri e spargere il composto segreto nell'aria.

## Promozione
(Tagline del film)

## Distribuzione

### Data di uscita
- USA (Encrypt): 14 giugno 2003 (Cinema)
- Italia (Encrypt): 19 maggio 2004 (DVD)

### Divieti
- Germania: vm 16
- Inghilterra: vm 15